# Никола Българин
Никола Българин (на гръцки: Νικόλαος Βούλγαρης) е гръцки революционер от български произход, герой от Гръцката война за независимост.

## Биография
Никола Българин е роден в Сяр. При избухването на Гръцкото въстание в 1821 година заминава за Гърция заедно с брат си Ангел Българин и потъпва в отряда на генерал Никитас Стамателопулос и участва в обсадата на Навплио, Коринт и Дервенакия. След това постъпва в отряда на Хаджи Христо Българин и с него се сражава при Навплио, Неокастро, Метони и Корони. След това е в отряда на Янакис Дзавелас с чин началник на 25 души и в отряда на Атанас Папазоглу, с който се сражава в Атина, Пирея, Навпакт и Тива. В боя при Пирея загива брат му Ангел Българин, пръв бюлюкбашия на главния военачалник Георгиос Караискакис. В тежкия бой при Навплио Хаджи Христо е пленен, но след кратко време се измъква от османски ръце. След войната се установява в Гърция и изпада в бедност. В молба от 20 април 1865 година пише: „Аз съм една от старите свещени останки на борбата. Веднага с избухването на свещеното въстание през 1821 година взех оръжието си и се притекох тук в защита на свободата на отечеството. Напуснах родители, братя, роднини, отечество и всичко, което имах, напуснах заради свободата“.